# Gottfried Kirch

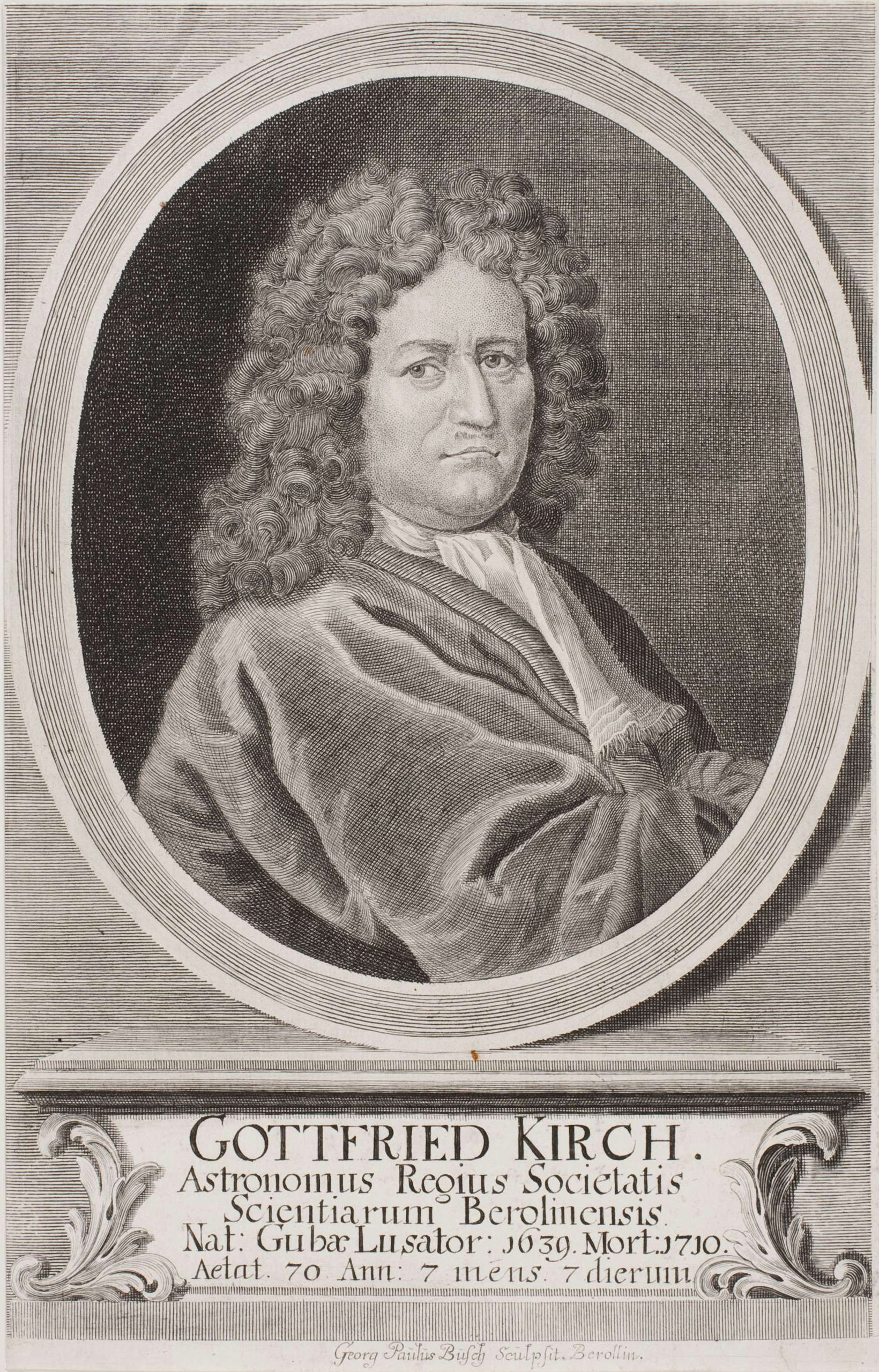
Gottfried Kirch

Gottfried Kirch (sau Kirche, sau Kirkius) (n. 18 decembrie 1639, Guben, Saxonia - d. 25 iulie 1710, Berlin)
a fost un astronom german.

## Biografie
Fiu al unui cizmar din Guben, Gottfried Kirch a început să lucreze ca fabricant de calendare în Saxonia și în Franconia. A început să învețe astronomia la Jena, apoi la Danzig, unde a studiat pe lângă Johannes Hevelius. Începând din 1667, tot la Danzig, Kirch a publicat calendare și a construit mai multe telescoape și alte instrumente optice.
În 1686, Kirch s-a instalat la Leipzig. Acolo, a observat marea cometă din 1680 (C/1680 V1) împreună cu Christoph Arnold și a întâlnit-o pe cea de-a doua sa soție, Maria Margarethe Winckelmann (1670-1720), care învățase astronomia pe lângă Arnold.
În 1688, el a inventat și a cartografiat o constelație astăzi uitată, Sceptrum Brandenburgicum, „Sceptrul din Brandenburg”. Kirch a observat, în anul 1699, cometa cunoscută astăzi sub denumirea de 55P/Tempel-Tuttle, fără să-și dea seama că ar fi o cometă periodică.
În 1700, Kirch a fost ales de către Frederic I al Prusiei (1657-1713) ca prim astronom al Societății Regale de Științe din Prusia, devenind astfel întâiul director al Observatorului din Berlin.
Kirch a studiat steua dublă Alcor și Mizar și a descoperit Roiul Raței Sălbatice (1681) și roiul globular M5 (5 mai 1702). A descoperit și variabilitatea variabilei de tip Mira Chi Cygni în 1687. 

## Omagieri
Un crater lunarnar, craterul Kirch, i-a fost dedicat, ca și asteroidul 6841 Gottfriedkirch.